# 스캔들

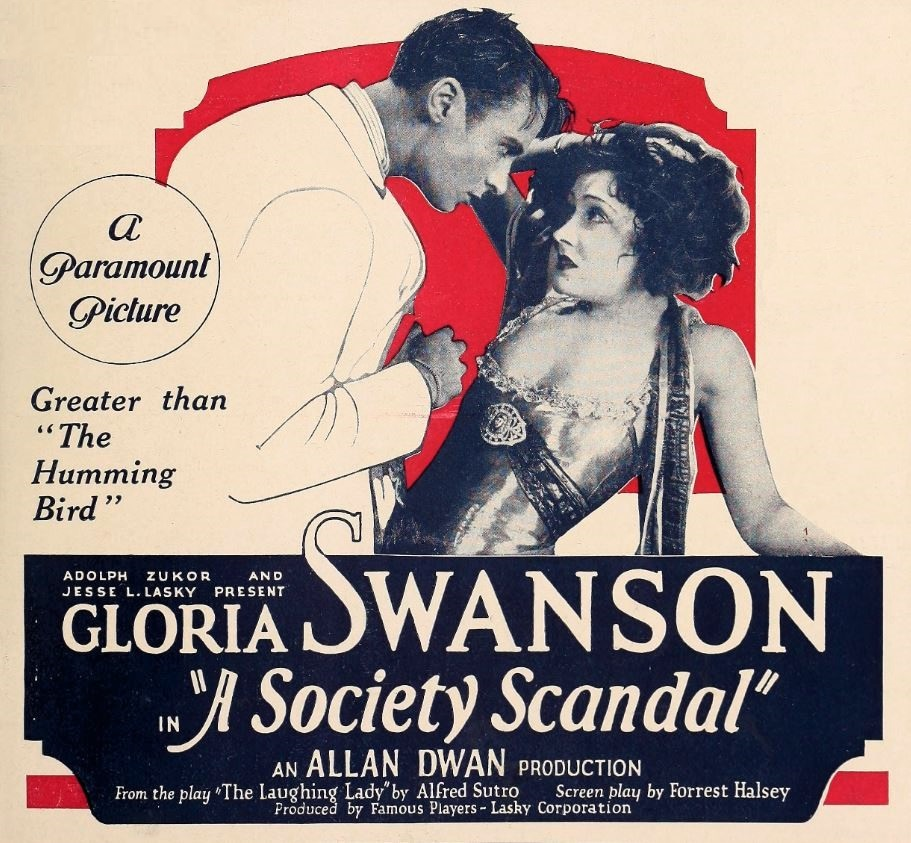
1924년 영화 사회적 스캔들 광고. 이 영화에서는 한 여성이 "방문 시 비전통적인 방문으로 인해 위태롭게" 된다.

스캔들(scandal), 또는 추문(醜聞), 뒷소문은 매우 충격적이고 부도덕한 사건, 불명예스러운 평판이나 소문을 말한다. 어떤 사람이 사회 규범을 어떤 식으로든 어겼다고 인식될 때, 그 사람 또는 사람들에 대해 비난이나 소문이 돌거나 어떤 이유로든 나타날 때 나타나는 강한 사회적 분노, 화, 놀라움의 반응으로 광범위하게 정의될 수 있다. 이러한 반응은 대개 시끄럽고 상충될 수 있으며, 관련 인물이나 조직의 지위와 신뢰도에 부정적인 영향을 미치는 경우가 많다.
사회는 도덕적 규범이나 법적 요구사항의 위반 사실을 알게 될 때 스캔들을 일으키는데, 종종 이러한 위반 사실이 한동안 발견되지 않거나 은폐되었을 때 발생한다. 이러한 위반은 대개 탐욕, 성욕, 또는 권력 남용에서 비롯되었다. 스캔들은 정치적, 성적, 도덕적, 문학적 또는 예술적인 것으로 간주될 수 있지만, 종종 한 영역에서 다른 영역으로 확산된다. 스캔들의 근거는 사실일 수도 있고 거짓일 수도 있으며, 둘의 조합일 수도 있다. 현대에는 스캔들 상황의 노출이 종종 대중 매체에 의해 이루어진다.
현대 미디어는 이전 세기보다 스캔들에 대한 지식을 더 멀리 퍼뜨릴 수 있는 능력이 있으며, 대중의 관심은 정치 및 비즈니스와 관련된 진정한 스캔들뿐만 아니라 유명인과 관련된 조작된 스캔들의 많은 사례를 부추겼다. 일부 스캔들은 조직이나 그룹 내에서 잘못을 발견한 내부고발자에 의해 드러나는데, 예를 들어 1970년대 미국 워터게이트 사건 당시 딥 스로트 (윌리엄 마크 펠트)가 그러하다. 내부고발자는 기관에 해로운 비행 및 행위에 대한 정보를 얻는 데 사용되는 법률에 의해 보호될 수 있다. 그러나 스캔들의 가능성은 항상 잘못을 밝히려는 사회의 노력과 이를 은폐하려는 욕구 사이에 긴장을 조성해왔으며, 논쟁적인 상황을 은폐하는 행위(또는 실제로 밝히는 행위) 자체가 스캔들이 될 수 있다.

## 용어
스캔들은 영어 'scandal'이 한국어권에 들어와 쓰이는 외래어이며, 본래 어원에 대해서는 '함정'을 뜻하는 그리스어인 'skándalon'이 변했다는 설이 있다. 여기서 함정이란 '인간 취급 받기도 어려운 더러운 짓'을 뜻한다.
의옥(疑獄)이라고도 한다. 유죄인가 어떤가가 의심스러운 형사사건을 말한다. 그러나 이런 종류의 사건은 증수뢰에 관한 것이 많으므로 전의(轉義)해서 정치문제화된 대규모의 이권관계 사건을 의옥이라고 부르는 관례가 생겼다. 한쪽 당사자는 이권을 제공하고 다른 쪽은 금품을 공여한 사실 또는 그에 대한 정치적 의혹이 도각운동(倒閣運動)이나 정치적 책략에 이용된 것을 말한다. 관료나 정당의 부패와 밀접하게 관련되고, 동시에 국민의 정치적 관심의 수준이 일정한 높이에 있음을 전제로 한다. 오직(汚職)이라고도 하는데 규모가 큰 경우만을 의옥이라고 말한다.

## 쓰임
미디어가 발달한 이후로 연예인들의 연애설이나, 정치인들의 부도덕한 행보를 표현할 때 쓰이기도 한다.

## 학계 및 문학계
학문적 부정직은 학문적 부정행위라고도 불리며, 공식적인 학문 활동과 관련하여 발생하는 모든 종류의 부정 행위이다.
19세기 초에는 스캔들이 문학과 과학과 섞이지 않는다는 견해가 지배적이었지만, 일부는 문학에 일정량의 스캔들을 뿌리는 것이 "거의 모든 사람의 취향에 맞기" 때문에 사람들의 관심을 높일 수 있다고 주장했다. 스캔들은 그러나 많은 책의 주제가 되어 왔다. 스캔들에 관한 가장 유명한 소설 중에는 리처드 브린슬리 셰리든의 학교를 위한 스캔들 (1777년)과 너새니얼 호손의 주홍 글씨 (1850년)가 있다.
문학 스캔들은 일종의 사기에서 비롯된다. 저자가 주장하는 사람이 아니거나, 사실이 왜곡되었거나, 다른 사람에 대한 명예 훼손이 포함된 경우이다. 예를 들어, 두 홀로코스트 생존자인 헤르만 로젠블라트의 《천사와 울타리》와 미샤 데폰세카의 《미샤: 홀로코스트 시기의 회고록》은 허위 정보에 기반을 둔 것으로 밝혀졌고, 소설가 헬렌 다빌이 받은 상은 1994년 저자의 허위 혈통 주장으로 스캔들을 일으켰다.

## 정치계

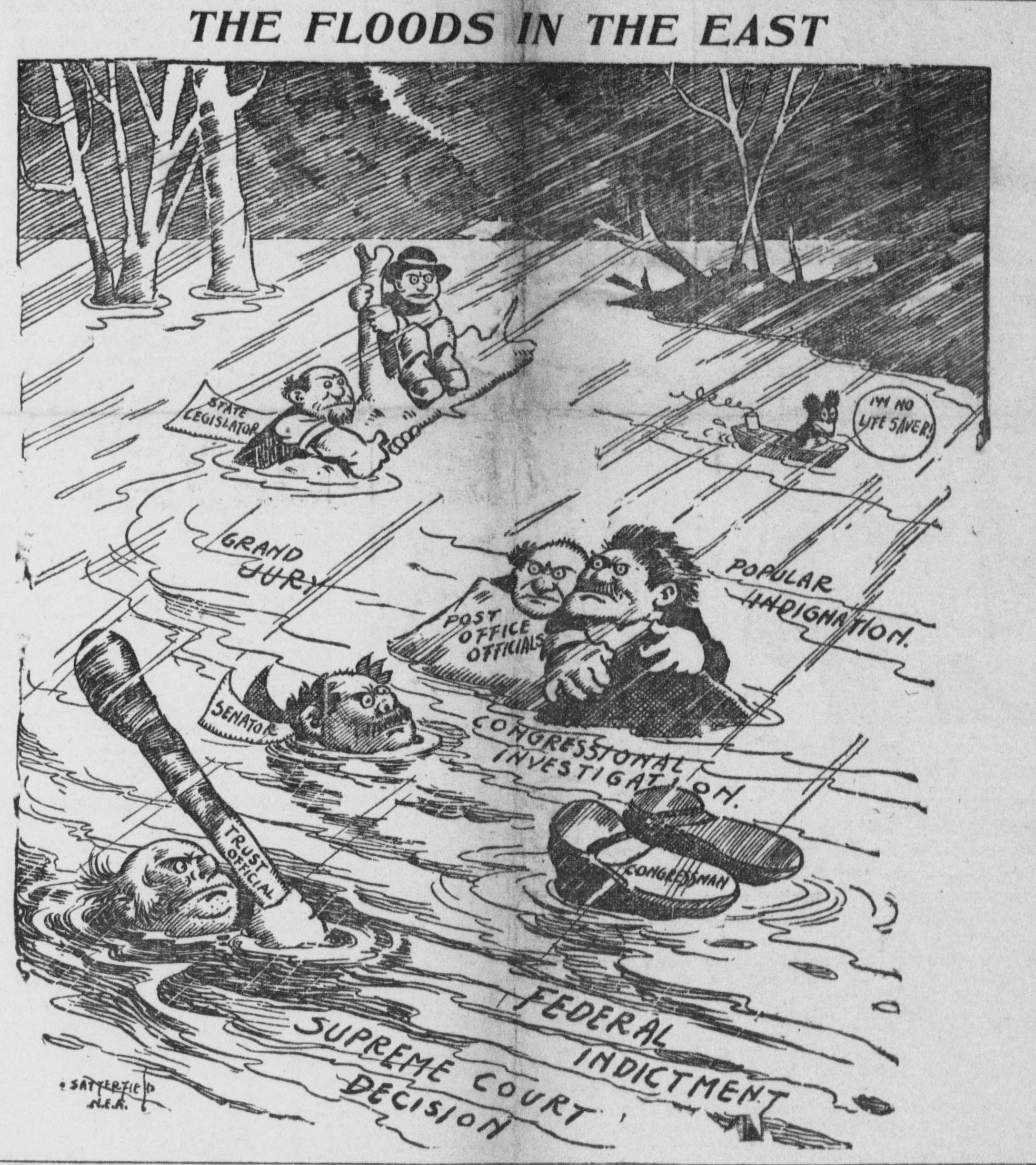
1904년 봄, 미국 북동부의 많은 지역에서 심각한 홍수를 겪었다. 밥 새터필드는 정치인, 관료 등이 물이 아닌 다양한 스캔들 홍수에 갇힌 모습을 묘사했다 (1904년 4월 9일).

정치적 부정부패 또는 다른 비행이 폭로될 때 정치 스캔들이 발생한다. 정치인이나 정부 관료는 불법, 부패 또는 비윤리적인 행위에 연루되었다는 비난을 받는다. 정치 스캔들은 국가의 법률이나 도덕 규범 위반을 포함할 수 있으며, 다른 유형의 스캔들을 포함할 수도 있다.

## 비즈니스
2012년, 일본 기업 올림푸스를 성공적으로 이끌었던 마이클 우드포드는 회사의 CEO였음에도 불구하고 17억 달러에 달하는 금융 스캔들을 폭로하고 목숨을 위협받아 일본을 탈출하면서 내부고발자가 되었다. 그의 폭로는 박해에도 불구하고 사실로 드러났고, 범인들은 처벌받았다. 우드포드는 그의 회고록에서 일본 기업의 해로운 상태를 묘사하며 다음과 같이 말했다. "나는 헬스케어 및 가전 회사 경영을 맡을 줄 알았는데, 존 그리샴 소설 속에 들어온 것을 알게 되었다."

## 미디어
인쇄술의 발전 이후 미디어는 스캔들을 폭로하는 데 더 큰 힘을 갖게 되었고, 대중 매체의 등장 이후 이 힘은 더욱 커졌다. 미디어는 또한 조직을 지지하고/하거나 반대하며 불안정하게 만들 수 있어, 스캔들을 보도하는 것 외에도 스캔들에 직접 연루될 수 있다.
미국 워터게이트 사건 이후, 다른 영어권 국가들은 "게이트"라는 접미사를 빌려 자국의 스캔들에 붙여 사용했다.

### 저널리즘
저널리즘 스캔들은 의도적이든 우발적이든 높은 관심을 끄는 사건이나 행위와 관련이 있다. 이는 일반적으로 통용되는 저널리즘 윤리 및 표준을 위반하는 것일 수 있다. 또한 저널리즘의 '이상적인' 사명인 "뉴스 사건 및 문제들을 정확하고 공정하게 보도하는" 것을 위반하는 것일 수도 있다.

### 텔레비전
1950년대 미국의 퀴즈쇼는 시청자와 참가자들 사이에서 "최면적인 강렬함"을 만들어냈다. 1955년 6월 7일에 시작된 CBS 텔레비전 프로그램 '$64,000 Question'과 'The Big Surprise', 'Dotto', 'Tic Tac Dough', 'Twenty One'과 같은 다른 프로그램들은 가장 널리 알려진 퀴즈쇼가 되었지만, 곧 여러 인기 TV 퀴즈쇼의 참가자들이 쇼 제작자들과 공모하여 결과를 조작했다는 일련의 폭로 이후 스캔들을 일으켰다. 퀴즈쇼 스캔들은 재정적 이득에 대한 욕구, 참가자들이 조작에 "동참"하려는 의지, 그리고 게임쇼 조작을 금지하는 규제의 부족에 의해 촉발되었다. 1958년 10월, 검사 조셉 스톤에 의해 뉴욕 대배심이 구성되었고, 비공개 증언 녹취와 함께 이 문제가 조사되었다. 이에 따라 미국 의회는 퀴즈쇼 조작을 연방 범죄로 규정했다.

## 섹스 스캔들
섹스 스캔들은 아마도 비도덕적인 성적 활동에 대한 의혹이나 정보가 대중에게 공개되는 것을 포함하는 스캔들이다. 섹스 스캔들은 종종 영화 배우, 정치인, 유명 스포츠인 및 대중의 눈에 띄는 다른 인물들의 성적 불륜과 관련이 있으며, 관련 인물의 prominence, 그들의 위선에 대한 인식, 또는 그들의 성적 활동의 비-규범적 또는 비-동의적 특성 때문에 스캔들이 되는 경우가 많다. 섹스 스캔들은 실제를 기반으로 하거나, 허위 주장의 산물이거나, 둘의 혼합일 수 있다.

## 스포츠
스포츠에서의 성공과 재정적 이득에 대한 욕망 또는 권력 남용은 또한 개인 및 조직 수준 모두에서 많은 스캔들을 야기했다. 부패로 인한 스캔들은 스포츠의 신뢰성에 영향을 미친다. 세계 반도핑 기구는 "스포츠에서의 약물과의 싸움을 촉진, 조정 및 모니터링"하는 역할의 일환으로, 선수들의 뇌물 수수, 도핑 및 도핑 샘플 조작이 국내 및 국제 스포츠 조직과 공모하여 발생했음을 보여주었다. 일부는 도핑이 스포츠 세계에서 "이제 풍토병"이며 점점 더 많은 스포츠를 포함하여 매우 광범위해지고 있다고 생각한다.
가장 큰 개인 스캔들 중 하나는 전 미국 도로 자전거 챔피언 랜스 암스트롱이 일관되고 장기적인 부정 행위로 성공을 거두었다는 폭로에서 비롯되었다. 가장 큰 기관 스포츠 스캔들 중 하나는 2015년 국제 축구 연맹 부패 사건이다. 도핑 스캔들은 올림픽에도 영향을 미쳤는데, 동독 도핑 스캔들과 1994년 아시안 게임이 그 예이다. 메이저 리그 야구 및 크리켓과 같은 경기 게임의 스캔들은 승부 조작 또는 도박과 관련될 수 있다.

## 같이 보기
- 1MDB 스캔들

## 더 읽어보기
- Garment, S. (1991). 《Scandal: The Culture of Mistrust in American Politics》. Anchor Books. ISBN 978-0-385-42511-7. 375 pages.